# 112 (szám)
A 112 (száztizenkettő) a 111 és 113 között található természetes szám.
Hétszögszám. Húszszögszám.

## Egyéb használatai
- A koperníciumnak nevezett elem rendszáma
- A világ egyes részein (például az Európai Unióban), így Magyarországon is segélyhívószám
- Egy R&B együttes neve